# إيمري بيرو
إيمري بيرو (بالمجرية: Bíró Imre)‏ هو لاعب كرة يد مجري، ولد في 20 ديسمبر 1959 في بودابست في المجر.

## وصلات خارجية
- إيمري بيرو على موقع أوليمبيديا (الإنجليزية)
- إيمري بيرو على موقع اللجنة الأولمبية المجرية (الهنغارية)